# Bethany Joy Galeotti
Bethany Joy Lenz (Hollywood, Florida, 1981. április 2. –) amerikai színésznő, énekesnő.
2003-ig a Joie Lenz művésznevet használta, amit még tiniévei alatt talált ki, ma már csak egyszerűen Bethany Joy.

## Élete
4 éves korában, édesapjával Bobbal, és édesanyjával Cathie-vel Arlington-ba költözött. Itt, miközben elvégezte a Pope általános iskolát, kezdett el színészkedni. Első szerepét hétévesen kapta, méghozzá az Óz, a nagy varázsló c. mese adaptációjában. 10 éves korában Scout szerepét játszotta a To Kill a Mockingbird c. színpadi produkcióban a texasi Irving Community színházban. Tizenévesen egy Los Angeles-i osztálykirándulásnak köszönhetően kapta meg első profi munkáját egy Swan Crossing reklámban.
Munkalehetőség miatt Bethany és családja újból költözött, ezúttal New Jersey-be, mikor 11 éves volt. Ez Joy karrierje szempontjából nagy előrelépés volt. Elkezdett meghallgatásokra járni, hamar a legkedveltebb reklámszínésznő lett, szerepelt többek között Eggos Waffles és Dr. Pepper reklámban is. Mikor másodéves volt a gimnáziumban, egy rendező szeme megakadt Bethany tehetségén. Ennek következtében eljátszhatta Linda Halleck szerepét a Stephen King thrillerben a Thinner-ben.
1998 márciusában, 17 éves korában szerepet kapott a Guiding Light c. drámasorozatban. 1999-ben érettségizett le az Eastern Christian School-ban, utána elnyerte Rose Cronin szerepét a Mary and Rhoda c. filmben, Mary Tyler Moore karakterének a lányát játszotta el. Ez a film egy a 70-es években közkedvelt sorozat moziváltozata volt.
2000 októberében lejárt kétéves szerződése a Guiding Light-tal, ezzel nagyon sikeres két évet zárt le. Nemcsak a szerződés járt le, de ő is úgy érezte, hogy itt az ideje továbblépni és az álmai nyomába eredni. Álmai közt nem csak a színészkedés szerepelt, mivel ő nem csak egy nagyszerű színésznő, hanem egy nagyon jó énekesnő is 4 oktávos hangterjedelmével. A következő szerepéig elkészítette demo dalait és forgatókönyveket is írt. Néhány rendező segítségével megszületett az The Outsiders c. műve. Volt jó néhány vendégszerepe népszerű sorozatokban, mint például a Bűbájos boszorkák, a The Guardian és a Felicity.
2001-ben Bethany csatlakozott a Hajrá csajok újra stábjához, Marni Potts felejthetetlen szerepe volt az övé.
2002-ben megjelent első albuma a Preincarnate, amin 8 szám volt hallható. Elmondása szerint a zenéjére inspirálóan hatnak a következő előadók: Sheryl Crow, James Taylor, Fiona Apple és Billy Joel.
Bethany jelenleg látható a One Tree Hill-ben, van is egy közös dala Tyler Hilton-nal a sorozat soundtrack-jén a When the Stars Go Blue.
2005-ben Bethany csatlakozott Tyler Hilton-hoz, Gavin DeGraw-hoz és a Wreckers-hez a 25 állomásos One Tree Hill turnén. Ebben az évben ismerkedett meg Michael Galeotti-val, majd néhány hónap együttlét után, december 31-én összeházasodtak.
2011 januárjában megszületett a kislányuk, aki a Maria Galeotti nevet kapta.
Bethany szeret fotózni, festeni, főzni, dalokat írni és lovagolni. Nagyon sok álma van, többek között egy egyetem elvégzése, moziszerepek, a Broadway és London rangos egyetemén a Royal Acadamy-n szeretné elvégezni a drámaszakot.
2012 márciusában férjével barátságban elváltak, ezt a hírt blogján osztotta meg az énekesnő először.

## Filmográfia

### Filmek
| Év   | Magyar cím                | Eredeti cím                    | Szerep        | Magyar hang     |
| ---- | ------------------------- | ------------------------------ | ------------- | --------------- |
| 1992 |                           | Psalty's Salvation Celebration | Shelly Barnes |                 |
| 1996 | Stephen King: Sorvadj el! | Thinner                        | Linda Halleck | Zsigmond Tamara |
| 2004 | Hajrá, csajok, újra!      | Bring It On Again              | Marni Potts   | Dögei Éva       |
| 2011 |                           | Just Yell Fire: Campus Life    | önmaga        |                 |
| 2017 |                           | Extortion                      | Julie Riley   |                 |
| 2020 |                           | Blindfire                      | Jan           |                 |
| 2023 |                           | So Cold the River              | Erica Shaw    |                 |

### Televíziós szerepek
| Év        | Magyar cím               | Eredeti cím                    | Szerep                | Megjegyzések                         |
| --------- | ------------------------ | ------------------------------ | --------------------- | ------------------------------------ |
| 1998–2001 | Vezérlő fény             | Guiding Light                  | Michelle Bauer Santos | főszereplő                           |
| 2000      |                          | Mary and Rhoda                 | Rose Cronin           | tévéfilm                             |
| 2001      | Bűbájos boszorkák        | Charmed                        | Lady Julia            | 1 epizód                             |
| 2001      |                          | Felicity                       | Gretchen              | 1 epizód                             |
| 2001      |                          | Off Centre                     | Heather               | 1 epizód                             |
| 2002      |                          | Maybe It's Me                  | Eladólány             | 1 epizód                             |
| 2003      | Őrangyal                 | The Guardian                   | Claire Stasiak        | 2 epizód                             |
| 2003–2012 | Tuti gimi                | One Tree Hill                  | Haley James Scott     | főszereplő magyar hangja Mezei Kitty |
| 2010      | Derült égből család      | Life Unexpected                | Haley James Scott     | 1 epizód                             |
| 2013      | CSI: A helyszínelők      | CSI: Crime Scene Investigation | Darcy Blaine          | 1 epizód                             |
| 2013      | Dexter                   | Dexter                         | Cassie Jollenston     | mellékszereplő                       |
| 2013      | Négy férfi, egy eset     | Men at Work                    | Meg                   | 1 epizód                             |
| 2013      |                          | Sock Monkee Therapy            | Holly                 | 1 epizód                             |
| 2014      |                          | The Christmas Secret           | Christine Eisley)     | tévéfilm                             |
| 2016      | A S.H.I.E.L.D. ügynökei  | Agents of S.H.I.E.L.D.         | Stephanie Malick      | 2 epizód magyar hangja Mezei Kitty   |
| 2016      |                          | American Gothic                | April                 | 3 epizód                             |
| 2017      |                          | Colony                         | Morgan                | mellékszereplő                       |
| 2017      | Karácsonyi csodaváros    | Snowed-Inn Christmas           | Jenna Hudson          | tévéfilm                             |
| 2018      |                          | Good Eggs                      | Rebecca               | rövidfilm                            |
| 2018      | A Grace klinika          | Grey's Anatomy                 | Jenny                 | 2 epizód                             |
| 2018      | Mikulásvirág karácsonyra | Poinsettias for Christmas      | Ellie Palmer          | tévéfilm                             |
| 2018      |                          | Royal Matchmaker               | Kate Gleason          | tévéfilm                             |
| 2019      | Palackozott szerelem     | Bottled with Love              | Abbey Lawrence        | tévéfilm                             |
| 2019      |                          | Pearson                        | Keri Allen            | főszereplő                           |
| 2020      |                          | Five Star Christmas            | Lucy Ralston          | tévéfilm                             |
| 2020      | Pont az esetem           | Just My Type                   | Vanessa Sills         | tévéfilm                             |
| 2020      | Valentin napi szerelem   | A Valentine's Match            | Natalie Simmons       | tévéfilm                             |
| 2021      |                          | An Unexpected Christmas        | Emily                 | tévéfilm                             |
| 2022      |                          | Good Sam                       | Amy Taylor            | 1 epizód                             |
| 2023      |                          | A Biltmore Christmas           | Lucy Hardgrove        | tévéfilm                             |
| 2024      |                          | Savoring Paris                 | Ella                  | tévéfilm                             |

## További információ
- Hivatalos oldal
- Bethany Joy Galeotti a PORT.hu-n (magyarul)
- Bethany Joy Galeotti az Internetes Szinkronadatbázisban (magyarul)
- Bethany Joy Galeotti az Internet Movie Database-ben (angolul)
- Bethany Joy Galeotti a Rotten Tomatoeson (angolul)